# Rövidpályás gyorskorcsolya a 2022. évi téli olimpiai játékokon
A 2022. évi téli olimpiai játékokon a rövidpályás gyorskorcsolya versenyszámait a pekingi Fővárosi Fedett Stadionban rendezték február 5. és 16. között. A férfiaknak és a nőknek egyaránt 4–4 versenyszámban, illetve egy vegyes versenyszámban osztottak érmeket. A vegyes 2000 méteres váltó először szerepelt a téli olimpiai játékok programjában.

## Naptár
Az időpontok helyi idő szerint (UTC+8) és magyar idő szerint (UTC+1) olvashatóak. A döntők kiemelt háttérrel vannak jelölve.
| Dátum       | Helyi idő | Magyar idő | Versenyszám                   |
| ----------- | --------- | ---------- | ----------------------------- |
| február 5.  | 19:00     | 12:00      | női 500 m, előfutamok         |
| február 5.  | 19:00     | 12:00      | férfi 1000 m, előfutamok      |
| február 5.  | 19:00     | 12:00      | vegyes 2000 m váltó           |
| február 7.  | 19:30     | 12:30      | női 500 m                     |
| február 7.  | 19:30     | 12:30      | férfi 1000 m                  |
| február 9.  | 19:00     | 12:00      | férfi 1500 m                  |
| február 9.  | 19:00     | 12:00      | női 1000 m, előfutamok        |
| február 9.  | 19:00     | 12:00      | női 3000 m váltó, elődöntők   |
| február 11. | 19:00     | 12:00      | női 1000 m                    |
| február 11. | 19:00     | 12:00      | férfi 500 m, előfutamok       |
| február 11. | 19:00     | 12:00      | férfi 5000 m váltó, elődöntők |
| február 13. | 19:00     | 12:00      | férfi 500 m                   |
| február 13. | 19:00     | 12:00      | női 3000 m váltó              |
| február 16. | 19:00     | 12:00      | női 1500 m                    |
| február 16. | 19:00     | 12:00      | férfi 5000 m váltó            |

## Éremtáblázat
(Magyarország és a rendező nemzet csapata eltérő háttérszínnel, az egyes számoszlopok legmagasabb értéke, vagy értékei vastagítással kiemelve.)
| A 2022. évi téli olimpiai játékok éremtáblázata rövidpályás gyorskorcsolyában | A 2022. évi téli olimpiai játékok éremtáblázata rövidpályás gyorskorcsolyában | A 2022. évi téli olimpiai játékok éremtáblázata rövidpályás gyorskorcsolyában | A 2022. évi téli olimpiai játékok éremtáblázata rövidpályás gyorskorcsolyában | A 2022. évi téli olimpiai játékok éremtáblázata rövidpályás gyorskorcsolyában | Olimpia  |
| ----------------------------------------------------------------------------- | ----------------------------------------------------------------------------- | ----------------------------------------------------------------------------- | ----------------------------------------------------------------------------- | ----------------------------------------------------------------------------- | -------- |
|                                                                               | Ország                                                                        | Arany                                                                         | Ezüst                                                                         | Bronz                                                                         | Összesen |
| 1.                                                                            | Dél-Korea (KOR)                                                               | 2                                                                             | 3                                                                             | 0                                                                             | 5        |
| 2.                                                                            | Hollandia (NED)                                                               | 2                                                                             | 1                                                                             | 1                                                                             | 4        |
| 2.                                                                            | Kína (CHN)                                                                    | 2                                                                             | 1                                                                             | 1                                                                             | 4        |
| 4.                                                                            | Olaszország (ITA)                                                             | 1                                                                             | 2                                                                             | 1                                                                             | 4        |
| 5.                                                                            | Kanada (CAN)                                                                  | 1                                                                             | 1                                                                             | 2                                                                             | 4        |
| 6.                                                                            | Magyarország (HUN)                                                            | 1                                                                             | 0                                                                             | 2                                                                             | 3        |
|                                                                               |                                                                               |                                                                               |                                                                               |                                                                               |          |
| 7.                                                                            | Az Orosz Olimpiai Bizottság versenyzői (ROC)                                  | 0                                                                             | 1                                                                             | 1                                                                             | 2        |
|                                                                               |                                                                               |                                                                               |                                                                               |                                                                               |          |
| 8.                                                                            | Belgium (BEL)                                                                 | 0                                                                             | 0                                                                             | 1                                                                             | 1        |
|                                                                               |                                                                               |                                                                               |                                                                               |                                                                               |          |
| Összesen                                                                      | Összesen                                                                      | 9                                                                             | 9                                                                             | 9                                                                             | 27       |

## Érmesek

### Férfi
| A 2022. évi téli olimpiai játékok érmesei férfi rövidpályás gyorskorcsolyában | |          | |          |                                                                                         |          |
| Versenyszám                                                                   | Arany                                                                                               | Arany    | Ezüst | Ezüst    | Bronz                                                                                   | Bronz    |
| 500 méter                                                                     | Liu Shaoang · Magyarország (HUN)                                                                    | 40,338   | Konsztantyin Ivlijev · Az Orosz Olimpiai Bizottság versenyzői (ROC)                                                                                 | 40,431   | Steven Dubois · Kanada (CAN)                                                            | 40,669   |
| 1000 méter                                                                    | Zsen Ce-vej (Ren Ziwei) · Kína (CHN)                                                                | 1:26,768 | Li Ven-lung (Li Wenlong) · Kína (CHN) | 1:29,917 | Liu Shaoang · Magyarország (HUN)                                                        | 1:35,693 |
| 1500 méter                                                                    | Hvang Dehon (Hwang Dae-heon) · Dél-Korea (KOR)                                                      | 2:09,219 | Steven Dubois · Kanada (CAN) | 2:09,254 | Szemjon Jelisztratov · Az Orosz Olimpiai Bizottság versenyzői (ROC)                     | 2:09,267 |
| 5000 méteres váltó                                                            | Kanada (CAN) · Charles Hamelin · Steven Dubois · Jordan Pierre-Gilles · Pascal Dion · Maxime Laoun* | 6:41,257 | Dél-Korea (KOR) · I Dzsunszo (Lee Jun-seo) · Hvang Dehon (Hwang Dae-heon) · Kvak Jungi (Kwak Yungi) · Pak Csanghjok (Park Jang-hyeok) · Kim Donguk* | 6:41,679 | Olaszország (ITA) · Pietro Sighel · Yuri Confortola · Tommaso Dotti · Andrea Cassinelli | 6:43,431 |

* - a versenyző nem szerepelt a döntőben

### Női
| A 2022. évi téli olimpiai játékok érmesei női rövidpályás gyorskorcsolyában |                                                                                           |          | |          | |          |
| Versenyszám                                                                 | Arany                                                                                     | Arany    | Ezüst | Ezüst    | Bronz | Bronz    |
| 500 méter                                                                   | Arianna Fontana · Olaszország (ITA)                                                       | 42,488   | Suzanne Schulting · Hollandia (NED)                                                                           | 42,559   | Kim Boutin · Kanada (CAN)                                                                                                 | 42,724   |
| 1000 méter                                                                  | Suzanne Schulting · Hollandia (NED)                                                       | 1:28,391 | Cshö Mindzsong (Choi Min-jeong) · Dél-Korea (KOR)                                                             | 1:28,443 | Hanne Desmet · Belgium (BEL)                                                                                              | 1:28,928 |
| 1500 méter                                                                  | Cshö Mindzsong (Choi Min-jeong) · Dél-Korea (KOR)                                         | 2:17,789 | Arianna Fontana · Olaszország (ITA)                                                                           | 2:17,862 | Suzanne Schulting · Hollandia (NED)                                                                                       | 2:17,865 |
| 3000 méteres váltó                                                          | Hollandia (NED) · Suzanne Schulting · Selma Poutsma · Xandra Velzeboer · Yara van Kerkhof | 4:03,409 | Dél-Korea (KOR) · Szo Ümin (Seo Whi-min) · Cshö Mindzsong (Choi Min-jeong) · Kim Arang · I Jubin (Lee Yu-bin) | 4:03,627 | Kína (CHN) · Csü Csun-jü (Qu Chunyu) · Han Jü-tung (Han Yutong) · Fan Ko-hszin (Fan Kexin) · Csang Jü-ting (Zhang Yuting) | 4:03,863 |

### Vegyes
| A 2022. évi téli olimpiai játékok érmesei vegyes rövidpályás gyorskorcsolyában | |          | |          | |          |
| Versenyszám                                                                    | Arany | Arany    | Ezüst | Ezüst    | Bronz | Bronz    |
| 2000 méteres váltó                                                             | Kína (CHN) · Csü Csun-jü (Qu Chunyu) · Fan Ko-hszin (Fan Kexin) · Vu Ta-csing (Wu Dajing) · Zsen Ce-vej (Ren Ziwei) · Csang Jü-ting (Zhang Yuting)* | 2:37,348 | Olaszország (ITA) · Arianna Fontana · Martina Valcepina · Pietro Sighel · Andrea Cassinelli · Arianna Valcepina* · Yuri Confortola* | 2:37,364 | Magyarország (HUN) · Jászapáti Petra · Kónya Zsófia · Liu Shaoang · Liu Shaolin Sándor · John-Henry Krueger* | 2:40,900 |

* - a versenyző nem szerepelt a döntőben